# Farbiges Leimkraut
Das Farbige Leimkraut (Silene colorata) ist eine Pflanzenart aus der Gattung Leimkräuter (Silene) innerhalb der Familie der Nelkengewächse (Caryophyllaceae).

## Beschreibung

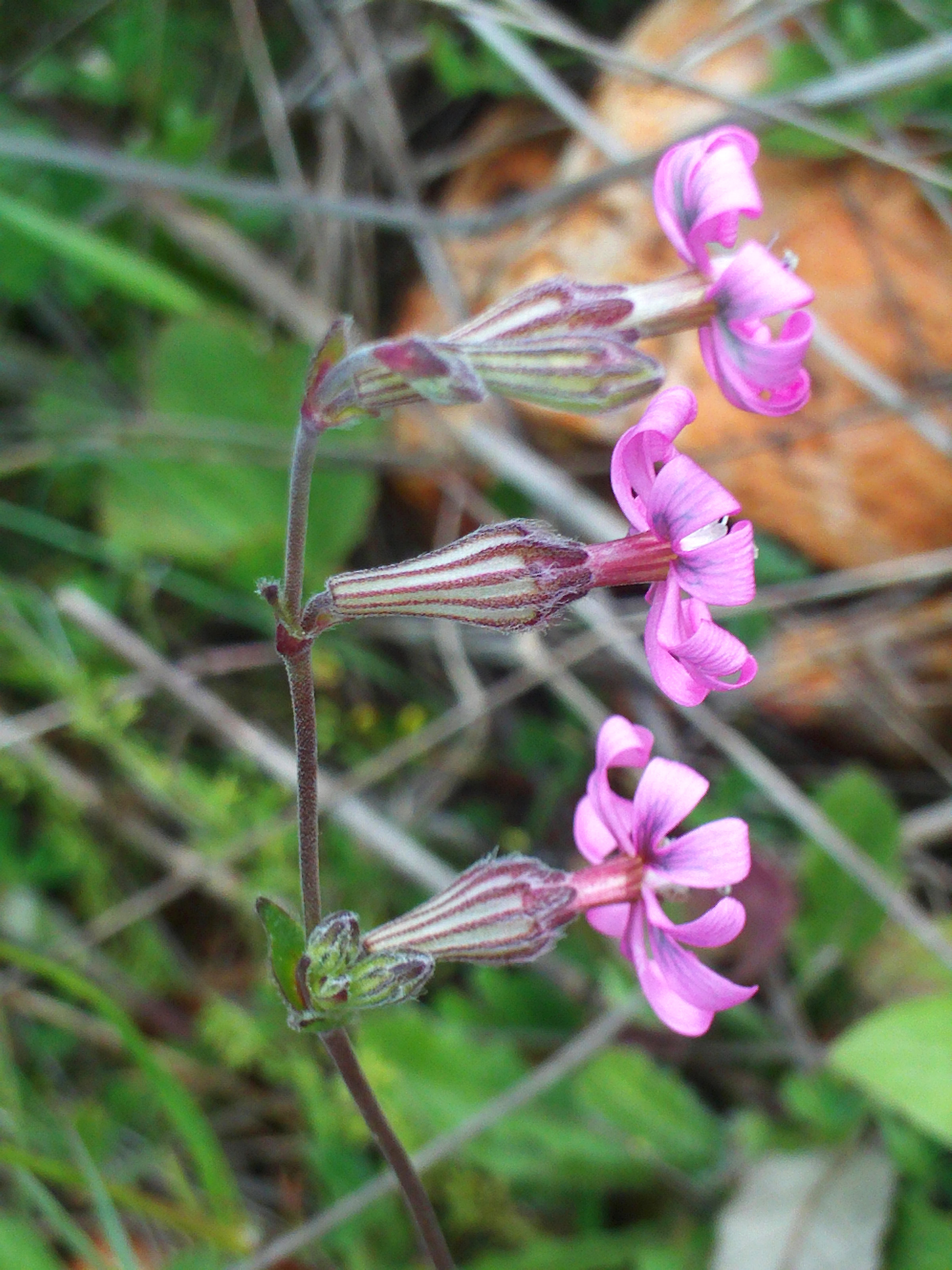
Blütenstand

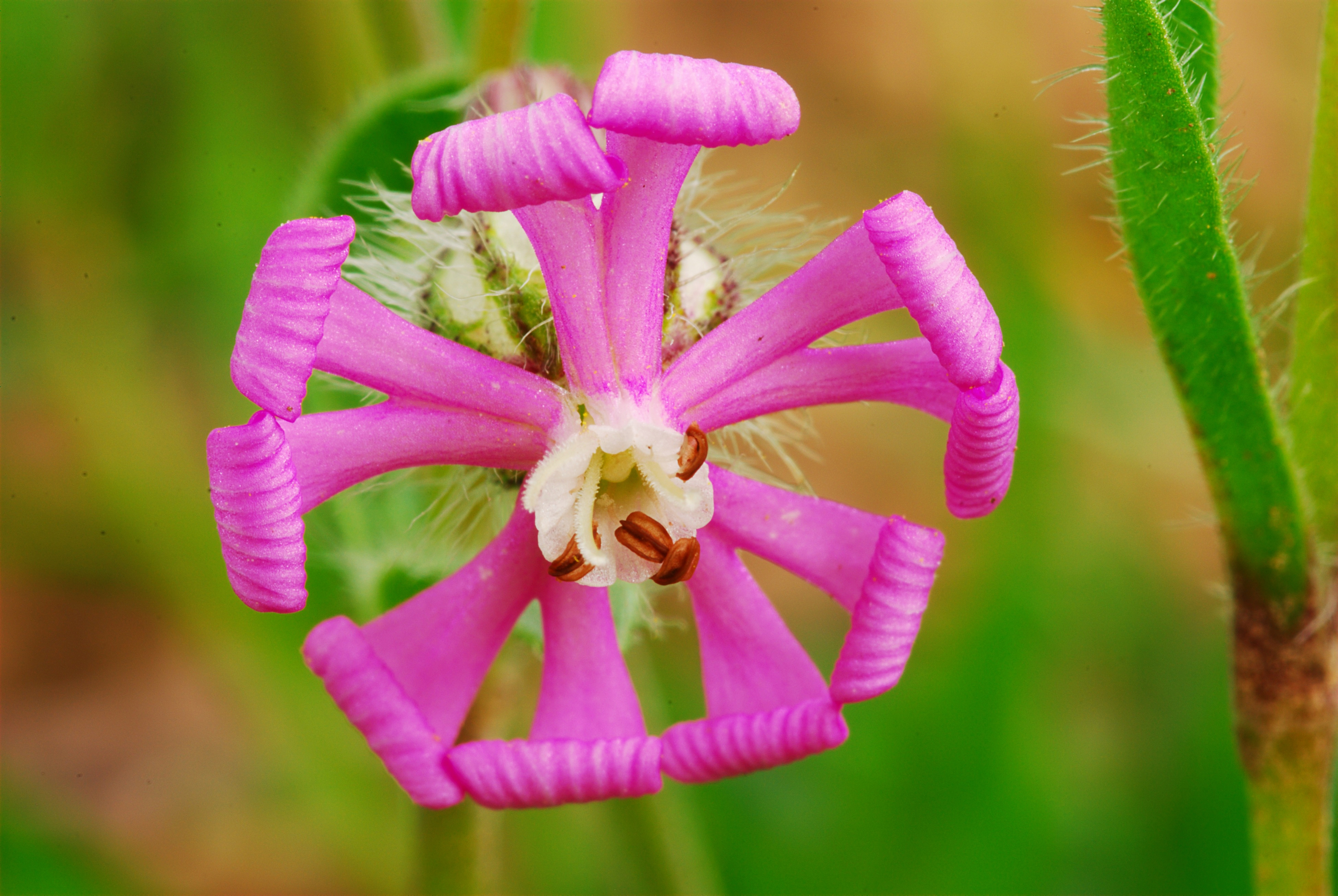
Blüte

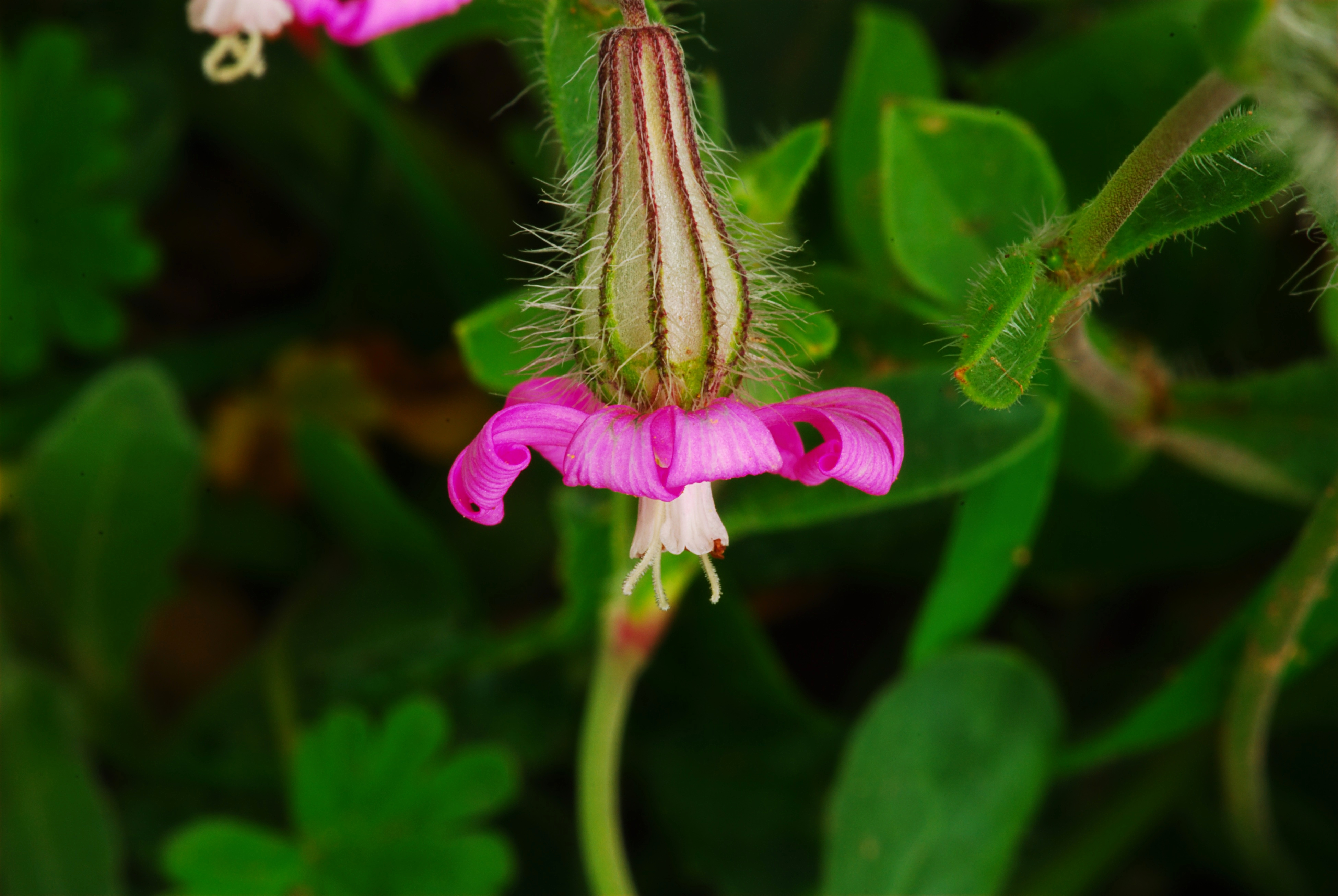
Blüte von der Seite

Das Farbige Leimkraut ist eine niederliegende, aufsteigende oder aufrechte, verzweigte, fein behaarte und einjährige krautige Pflanze, die Wuchshöhen von 10 bis 50 Zentimetern erreicht. Die einfachen und behaarten Laubblätter sind gegenständig. Die unteren Laubblätter sind gestielt und verkehrt-eiförmig bis spatelförmig, die oberen sind sitzend und verkehrt-eilanzettlich bis linealisch.
Die Blütezeit reicht von April bis Juni. In einem einseitwendigen Blütenstand sind drei bis sechs fünfzählige Blüten mit doppelter Blütenhülle vorhanden. Der Kelch ist 11 bis 17 Millimeter groß und länger als die Stiele der Blüten. Er ist langhaarig und zehnnervig, rippig, besitzt dicht gewimperte und kurze, rundspitzige Zähne und ist zur Fruchtzeit breit-keulenförmig sowie an seiner Spitze nicht zusammengezogen. Die fünf verkehrt-eiförmigen Kronblätter sind 1 bis 2 Zentimeter lang, kräftig rosa oder weiß und tief geteilt sowie an der Spitze oft eingerollt. Die Nebenkrone mit zweilappigen Schuppen ist weißlich. Es sind drei Griffel vorhanden. Die kleine, keulige Kapselfrucht ist 5 bis 9 Millimeter groß, sechszähnig und gestielt mit einem 5 bis 7 Millimeter langen Fruchtträger. Die abgeflachten und braunen Samen sind nierenförmig mit minimal zwei-geflügeltem, gefurchtem Rand.
Die Chromosomenzahl beträgt 2n = 24.

## Verbreitung und Systematik
Silene colorata ist im Mittelmeerraum, auf den Kanarischen Inseln und in Südwestasien verbreitet. Die Art wächst auf Sandstränden und Kulturland. Sie hat Vorkommen in Marokko, Algerien, Tunesien, Libyen, Ägypten, Portugal, Spanien, Italien, Sardinien, Sizilien, Albanien, Griechenland, Bulgarien, Kreta, Zypern, in der Türkei, in der Ägäis, im Gebiet von Syrien und Libanon und im Gebiet von Israel und Jordanien. In Korsika und auf den Kanaren ist die Ursprünglichkeit zweifelhaft.
Die Erstbeschreibung erfolgte 1789 durch Jean Louis Marie Poiret. Das lateinische Artepitheton coloratus bedeutet „farbig, gefärbt“.
Es werden folgende Unterarten unterschieden:
- Silene colorata subsp. amphorina (Pomel) Batt.: Sie kommt nur in Algerien vor.[2]
- Silene colorata Poir. subsp. colorata: Sie kommt in Marokko, Algerien, Tunesien, Libyen, Portugal, Spanien, Italien, Sardinien, Sizilien, Malta, Albanien, Griechenland, Kreta, in der Ägäis, in der europäischen und asiatischen Türkei, in Zypern und im Gebiet von Syrien, Libanon, Jordanien und Israel vor.[2]
- Silene colorata subsp. morisiana (Bég. & Ravano) Pignatti: Sie ist ein Endemit von Sardinien.[1][2]
- Silene colorata subsp. oliveriana (Otth) Rohrb.: Sie kommt in Nordafrika, auf Zypern und in Vorderasien vor.